# Elecciones municipales de 2011 en Jerez de la Frontera
Las elecciones municipales de 2011 se celebraron en Jerez de la Frontera el domingo 22 de mayo, de acuerdo con el Real Decreto de convocatoria de elecciones locales en España dispuesto el 3 de abril de 2011 y publicado en el Boletín Oficial del Estado el 4 de abril. Se eligieron los 27 concejales del pleno del Ayuntamiento de Jerez de la Frontera, a través de un sistema proporcional (método d'Hondt), con listas cerradas y un umbral electoral del 5 %.